# Pamunkey River
La Pamunkey River est une rivière tributaire de la York River, de 145 km de long dans l'est de l'État américain de Virginie.  Via la York River, elle fait partie du bassin versant de la baie de Chesapeake.

## Cours
La Pamunkey est formée par la confluence de la North Anna River et de la South Anna (en) à la limite du comté de Hanover et du comté de Caroline à environ 8 km au nord-est de la ville d'Ashland.  Elle coule principalement vers le sud-est, passe la réserve indienne de Pamunkey (en). Lors de la traversée de la ville de West Point, elle rencontre la Mattaponi (en) pour former la  York River.  La rivière forme en grande partie la limite sud des comtés de Caroline et  de King William et la limite nord des comtés de Hanover et de New Kent.

## Autres noms
Le Board on Geographic Names américain décida que "Pamunkey River" était le nom officiel en 1892 (nom d'origine algonquine).  Selon le Geographic Names Information System, elle a aussi été connue sous les noms de :
- Pamauncke River
- Pamoeoncock River
- Pamunky River
- Pemaeoncock
- Yough-ta-mund
- Youghtanund

## Source
- (en) Cet article est partiellement ou en totalité issu de l’article de Wikipédia en anglais intitulé « Pamunkey River » (voir la liste des auteurs).